# Мугирино
Муги́рино (бел. Мугі́рына) — озеро в Ушачском районе Витебской области на границе с Лепельским районом. Находится в 27 км к востоку от Ушачей, возле деревни Завадино. Принадлежит к группе Ушачских озёр. Озеро находится в бассейне реки Туровлянка.
Площадь озера Мугирино составляет 1,48 км². Длина — 2,5 км, наибольшая ширина — 1,2 км. Длина береговой линии — 7,3 км. Наибольшая глубина озера — 26,2 метра, средняя — 5,6 м. Объём воды в озере составляет 8,31 млн м³, площадь водосбора озера — 2,9 км². Высота над уровнем моря — 132,4 м.
Котловина озера сложного типа, лопастной формы, вытянута с запада на восток. Состоит из двух широких плёсов: глубоководного западного и мелководого восточного. Склоны котловины на западе и севере имеют высоту 15—20 м и покрыты кустарником. На юге высота склонов составляет до 10 м. Восточные склоны невыраженные, заболоченные. Береговая линия извилистая. Дно водоёма до глубины 1 м песчаное, на больших глубинах — выстланное сапропелем.
Озёра Мугирино и Полуозерье соединяются каналом.
Минерализация воды составляет 170—190 мг/л, прозрачность достигает 4,5 м, цветность — 15—20°. Водоём зарастает незначительно. Надводная растительность вдоль берегов формирует полосу шириной до 20 м. В восточном плёсе и заливах западного плёса полоса растительности местами расширяется до 50 м. В озере водятся лещ, судак, язь, щука, окунь, плотва, линь и другие виды рыб, а также раки.